# Eau Galle (hrabstwo Dunn)
Eau Galle – miasto w Stanach Zjednoczonych, w stanie Wisconsin, w hrabstwie Dunn.